# Taeniopygia bichenovii
Taeniopygia bichenovii là một loài chim trong họ Estrildidae.

## Hình ảnh

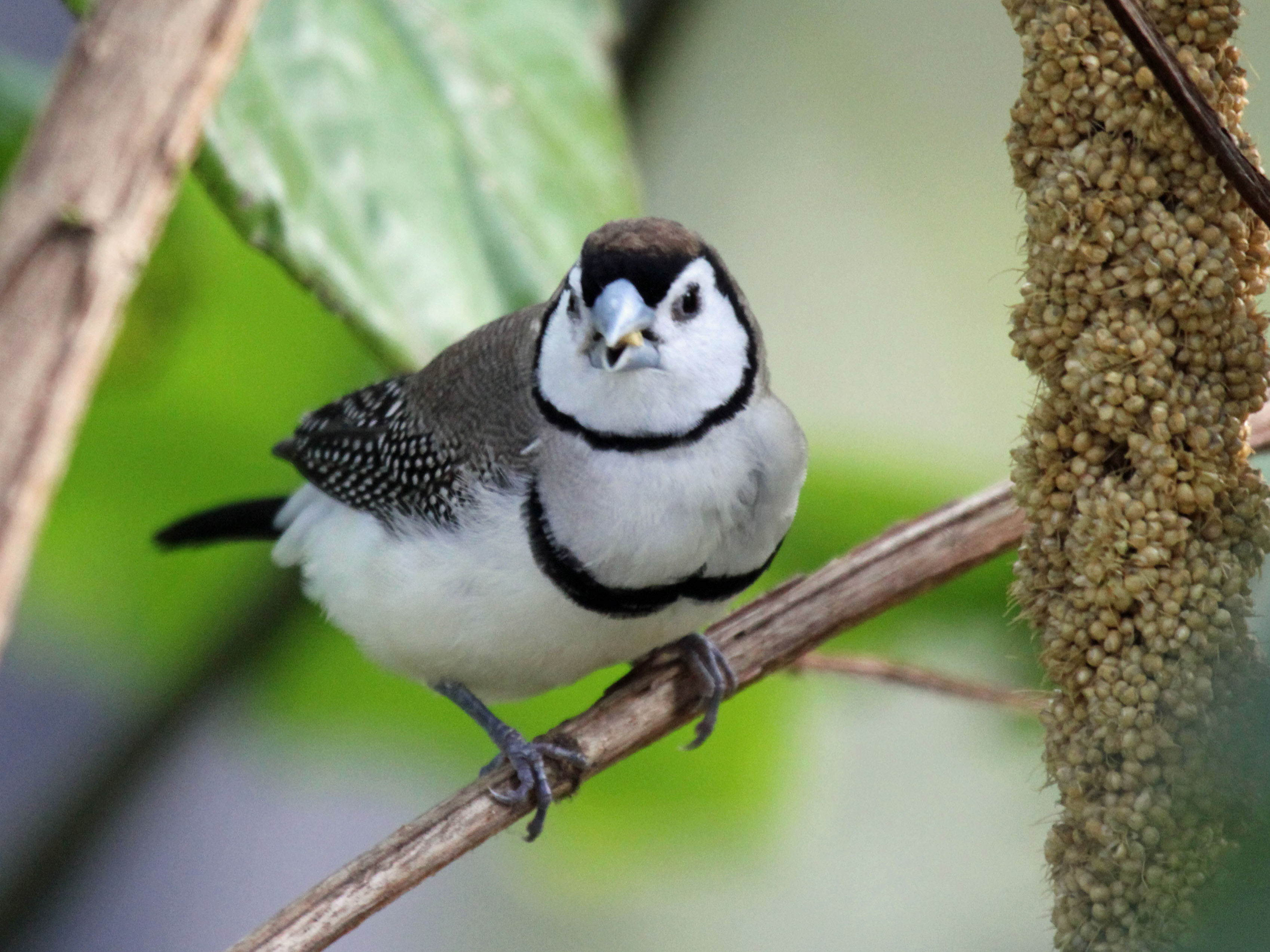
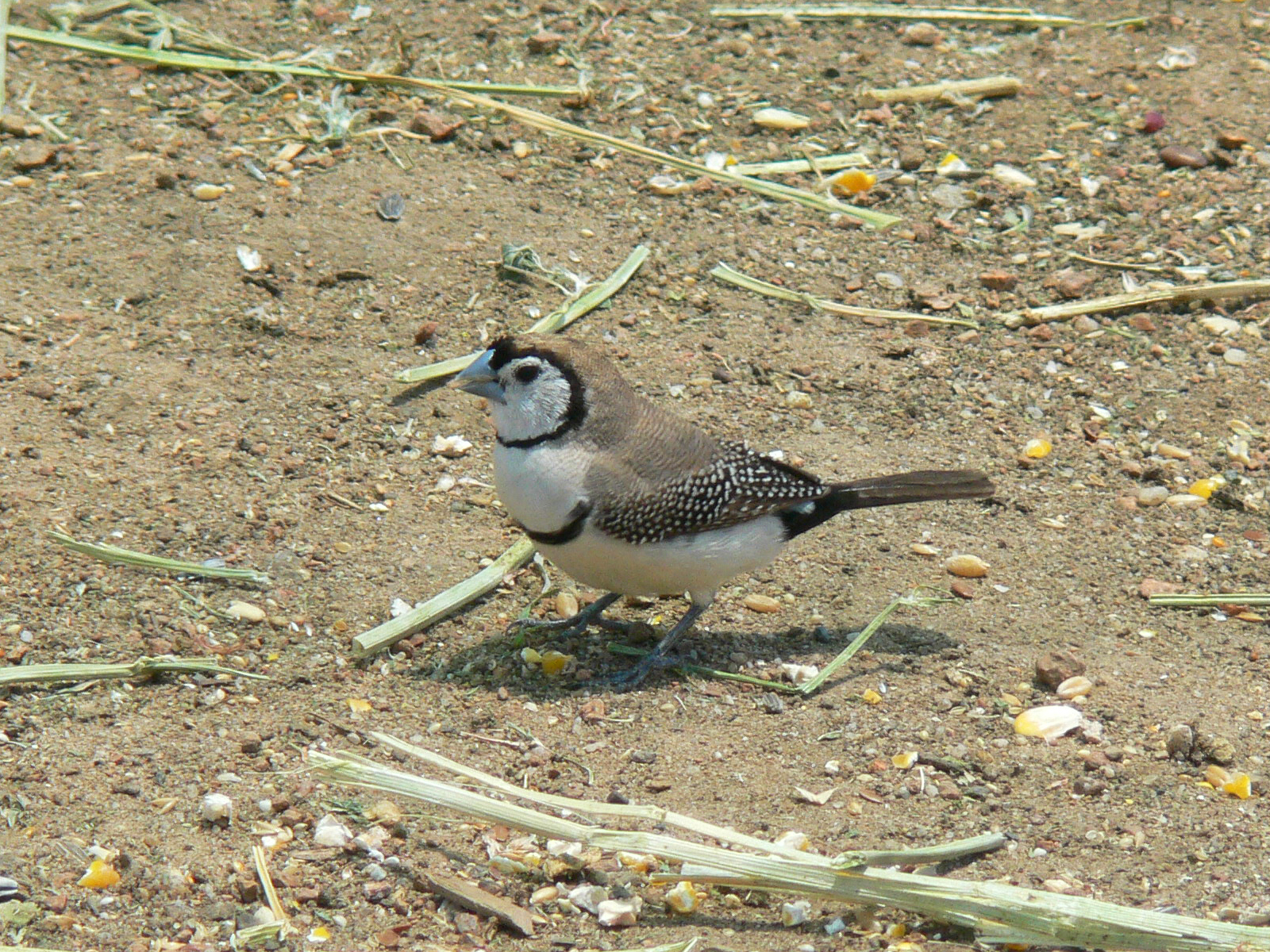
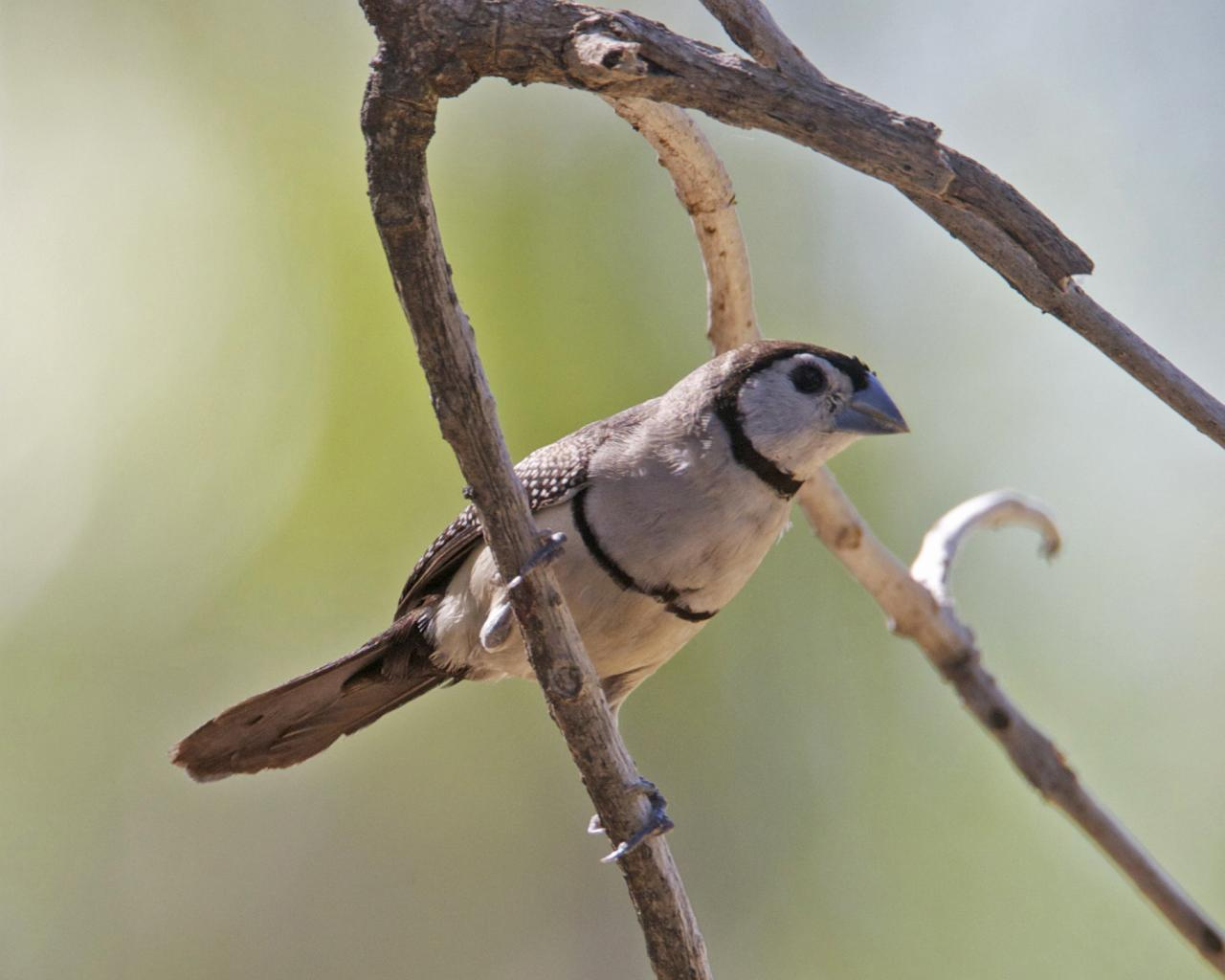
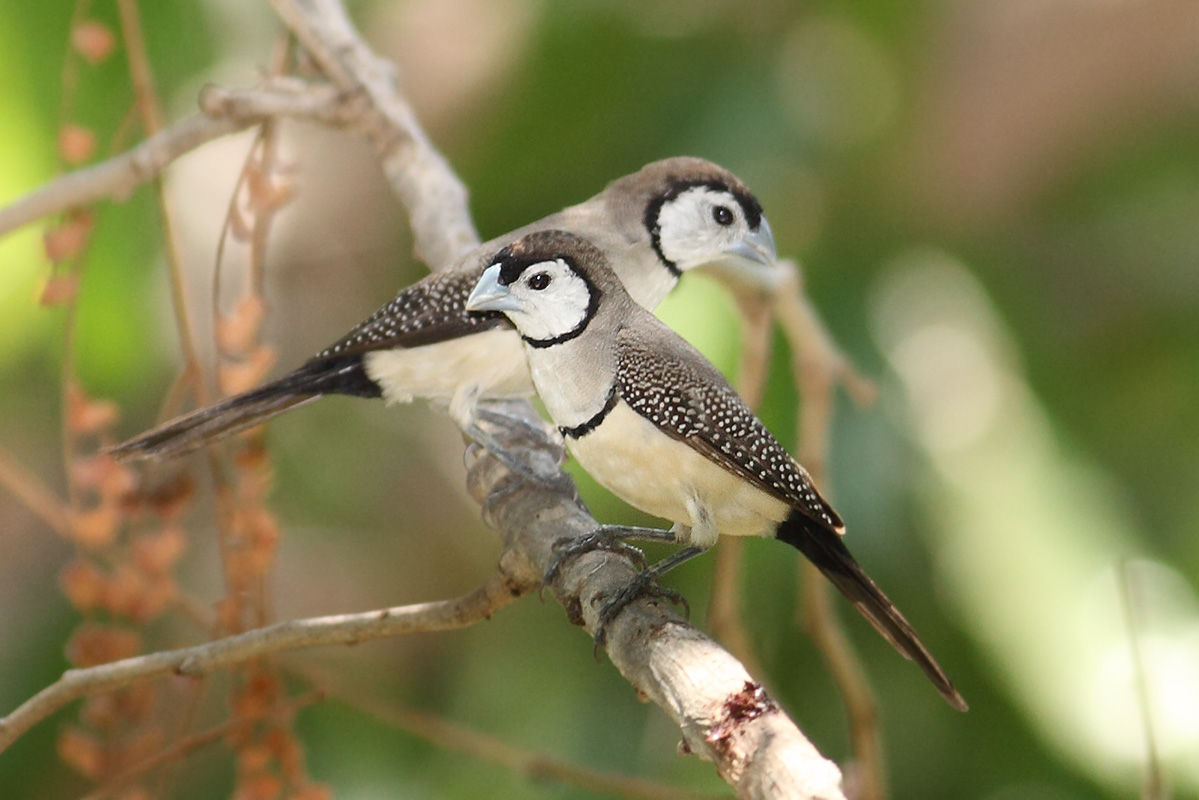

## Phân loài
- Taeniopygia bichenovii bichenovii
- Taeniopygia bichenovii annulosa